# Eriovixia laglaizei
Eriovixia laglaizei là một loài nhện trong họ Araneidae.
Loài này thuộc chi Eriovixia. Eriovixia laglaizei được Eugène Simon miêu tả năm 1877.